# Youludu Sibage (köpinghuvudort i Kina, Xinjiang Uygur Zizhiqu, lat 41,55, long 82,39)
Youludu Sibage (kinesiska: 尤鲁都斯巴格, 尤鲁都斯巴格镇) är en köpinghuvudort i Kina. Den ligger i den autonoma regionen Xinjiang, i den nordvästra delen av landet, omkring 490 kilometer sydväst om regionhuvudstaden Ürümqi. Antalet invånare är 21 110. Befolkningen består av 10 175 kvinnor och 10 935 män. Barn under 15 år utgör 24,0 %, vuxna 15-64 år 68 %, och äldre över 65 år 7,0 %.
Runt Youludu Sibage är det ganska glesbefolkat, med 30 invånare per kvadratkilometer. Närmaste större samhälle är Xinhe, 18,7 km öster om Youludu Sibage. Trakten runt Youludu Sibage består till största delen av jordbruksmark.
Genomsnittlig årsnederbörd är 159 millimeter. Den regnigaste månaden är juni, med i genomsnitt 40 mm nederbörd, och den torraste är april, med 4 mm nederbörd.